# ティモ・オクス
ティモ・オクス（Timo Ochs, 1981年10月17日 - ）は、ドイツの元サッカー選手。現役時代のポジションはゴールキーパー。

## 来歴・人物
当時ドイツ2部に属していたハノーファー96の育成部門出身。サテライトチームでは活躍するものの、トップチームへは昇格できず、2003年7月に出場の場を求めて同リーグに属するVfLオスナブリュックへ移籍。
スタメンの座を勝ち取り、ほぼ全ての公式戦に出場するものの、チームはドイツ3部へ降格。しかし同チームでの活躍が高く評価され、ドイツ・ブンデスリーガへの復帰を目指すドイツのTSV1860ミュンヘンがオクスを獲得。ドイツ・ブンデスリーガ昇格は逃すものの、2005年にはチームの最優秀選手に選ばれる。
2006年6月に国際試合出場の場を求めてオーストリア・ブンデスリーガのレッドブル・ザルツブルクへ移籍。リーグ優勝に貢献したほか、UEFAチャンピオンズリーグ予選やUEFAカップ本大会での出場した。
2014年の夏に現役引退した。
ドイツの通信大学でスポーツマネジメントを専攻、2005年の夏に卒業しディプロマを獲得している。

## 所属クラブ
- ハノーファー96 1999-2003
- VfLオスナブリュック 2003-2004
- TSV1860ミュンヘン 2004-2006
- レッドブル・ザルツブルク 2006-2009
- ヘルタ・ベルリン 2010
- 1.FCニュルンベルク 2010-2011
- TSV1860ミュンヘン 2011- 2013
- SSVヤーン・レーゲンスブルク 2013
- 1.FCザールブリュッケン 2013-2014

## 獲得したタイトル
- オーストリア・ブンデスリーガ優勝1回　（2007）